# Фекеєнь (Прахова)
Фекеєнь, Фекеєні (рум. Făcăieni) — село у повіті Прахова в Румунії. Входить до складу комуни Менечу.
Село розташоване на відстані 96 км на північ від Бухареста, 40 км на північ від Плоєшті, 49 км на південний схід від Брашова.

## Населення
За даними перепису населення 2002 року у селі проживали 820 осіб. Усі жителі села рідною мовою назвали румунську.
Національний склад населення села:
| Національність | Кількість осіб | Відсоток |
| -------------- | -------------- | -------- |
| румуни         | 806            | 98,3%    |
| цигани         | 14             | 1,7%     |